# Relaciones Suiza-Unión Europea
Suiza es un miembro de la Asociación Europea de Libre Comercio (AELC). Tomó parte en la negociación del acuerdo del Espacio Económico Europeo con la Unión Europea. Se firmó el acuerdo el 2 de mayo de 1992 y presentó una solicitud de adhesión a la UE el 20 de mayo de 1992. Sin embargo, un referéndum suizo celebrado el 6 de diciembre de 1992 rechazó la pertenencia al EEE. Como consecuencia, el Gobierno suizo decidió suspender las negociaciones para su adhesión a la UE hasta nuevo aviso.
En 1994, Suiza y la UE iniciaron negociaciones acerca de una relación especial fuera del EEE o marco de convertirse en miembro de pleno derecho. Suiza quería proteger la integración económica con la Unión Europea que habría permitido el Tratado de EEE, mientras purga la relación de los puntos de contención que condujeron a la gente a rechazar el referéndum. Los políticos suizos destacaron la bilateral naturaleza de estas negociaciones, que se llevaron a cabo entre dos socios en igualdad de condiciones y no entre 16 o 28, como es el caso para las negociaciones del Tratado de la UE.
Estas negociaciones resultaron en un total de diez tratados, negociados en dos fases. La suma hace que una gran parte de la legislación comunitaria sea aplicable en Suiza.

## Primeros tratados
1. Libre circulación de las personas (Acuerdo de Schengen)
2. Tráfico aéreo (Cielo Único Europeo)
3. Tráfico de carretera
4. Agricultura
5. Barreras comerciales técnicos
6. Contratación pública
7. Ciencia

## Segundos tratados
1. Seguridad y asilo / miembros de Schengen
2. Cooperación en actividades de fraude
3. Estipulaciones finales en las cuestiones pendientes sobre agricultura, medio ambiente, medios de comunicación, educación, cuidado de los ancianos, las estadísticas y servicios.

El enfoque bilateral, como se le llama en Suiza, fue apoyado constantemente por el pueblo en varios referendos. Permite a los suizos mantener un sentido de soberanía, debido a disposiciones cuando sólo se aplicarán los cambios en la legislación de la UE después de que una Comisión bilateral de conjunta lo decide en consenso.
La Comisión nunca puede discutir o cambiar contenido, es decir, a diferencia de la completos los miembros de la UE, Suiza no influye sobre el contenido de la legislación de la UE, que se aplicará. Y mientras que el enfoque bilateral oficialmente protege el derecho de rechazar la aplicación de la nueva legislación de la UE a Suiza, en la práctica este derecho está severamente restringido por la llamada Cláusula de guillotina, dando a ambas partes un derecho a la cancelación de todo el cuerpo de tratados cuando uno nuevo Tratado o estipulación no puede hacerse aplicable en Suiza.
Desde el punto de vista de la Unión Europea, los tratados contienen en gran medida el mismo contenido que los tratados de la EEE, haciendo a Suiza un miembro virtual del EEE o incluso de la UE. La mayoría de la legislación comunitaria se aplica universalmente en toda la UE, el EEE y Suiza, proporcionando la mayor parte de los beneficios de la libre circulación de personas, bienes, servicios y capital que disfrutan de los Estados miembro de pleno derecho. Suiza paga al presupuesto de la Unión Europea y ampliar los tratados bilaterales a los nuevos Estados miembros de la Unión Europea, al igual miembros de pleno derecho, todavía personas tuvieron que decidir esto en un referéndum.
El enfoque bilateral ha superado suizo entusiasmo para convertirse en miembro de pleno derecho. La iniciativa impopular "Sí a Europa!", pidiendo la apertura de inmediatas negociaciones para la adhesión a la UE, fue rechazada en un referéndum de 4 de marzo de 2001 cuando los votantes rechazaron la propuesta por 76,8 %.
En un referéndum el 5 de junio de 2005, los votantes suizos acordaron, por una mayoría de 55 %, para unirse a la Tratado de Schengen, un resultado que fue considerado por los comentaristas de EU como un signo de apoyo por parte de Suiza, un país que tradicionalmente se percibe, para bien o para mal, como aislacionista. El acuerdo entró en vigor el 12 de diciembre de 2008.
Con la ratificación de la segunda ronda de tratados bilaterales, el Consejero Federal degradarse su caracterización de una plena adhesión a la UE de Suiza de un "objetivo estratégico" a una "opción" en 2006.
El decididamente positivo resultado del referéndum sobre la ampliación de la libertad de circulación de los trabajadores de Bulgaria y Rumania, que se unieron a la UE el 1 de enero de 2007 causó la de izquierdas Verdes y el Partido Social Demócrata para indicar que renovaría su impulso a la adhesión a la Unión Europea para Suiza.

## Gestión de los acuerdos bilaterales
Los acuerdos bilaterales son gestionados por comités mixtos suizo-UE. Su tarea consiste en garantizar el buen funcionamiento de los acuerdos, adaptarlos en la medida de lo posible, intercambiar información y debatir posibles litigios. En septiembre de 2021 existían 21 comités de este tipo. Este sistema es criticado por la Unión Europea, que lo considera demasiado complejo. Por ello, lleva varios años presionando para que se celebre un acuerdo marco con Suiza que facilite la gestión de los acuerdos bilaterales.

## Uso del euro en Suiza
La moneda de Suiza es el franco suizo. Suiza está rodeado de países que utilizan el euro. Como resultado, de facto, el euro es aceptado y utilizado en muchos lugares, especialmente cerca de las fronteras y en regiones turísticas. Ferrocarriles suizos aceptan el euro, tanto en los mostradores de ticket y en máquinas expendedoras automáticas. Muchas tiendas y negocios pequeños que aceptan euros aceptan billetes sólo y dan el cambio en francos suizos, generalmente en una tasa de cambio menos favorable que los bancos. Algunos cajeros automáticos en cuestión otorgan euros según el tipo de cambio de comercio.